# Vito Incantalupo
Vito Incantalupo (ur. 11 marca 1993) – włoski lekkoatleta specjalizujący się w biegu na 400 metrów.
Na mistrzostwach Europy juniorów w Tallinnie (2011) dotarł do półfinału biegu na 400 metrów oraz wystąpił w eliminacjach sztafety 4 x 400 metrów, która w finale sięgnęła po złoty medal. Na tym samym dystansie zdobył w 2013 brąz młodzieżowych mistrzostw Europy w Tampere.
Rekord życiowy: 47,16 (19 maja 2012, Marano).  